# Măgdăcești
Magdacesti  è un comune moldavo di 5 527 abitanti situato nel distretto di Criuleni. La sua posizione strategica tra la strada M2 e M14 che collega la capitale Chișinău con le città più importanti del nord li permette un flusso facilitato di persone e merci . La vicinanza dalla capitale ha favorito lo sviluppo economico e demografico , con l'ambizione di fare parte in futuro dell'area metropolitana di Chișinău.

## Geografia fisica
Măgdăceşti si trova geograficamente in una pianura caratterizzata da rilievi relativamente bassi e poco accentuati. Il fiume Ichel che è l'affluente del più grande fiume del paese chiamato Nistru si trova a circa 3 km dal centro del comune.

## Storia
Măgdăceşti viene attestato per la prima volta in un documento del 9 marzo 1529, quando un detentore di terreni Pietro Măgdiciu e i suoi fratelli Andreica Jurja e Bratila acquistarono metà del villaggio Măgdiceşti(nome utilizzato dagli indìgeni) sul fiume Ichel. Petru IV Rareș, il principe di Moldavia, ha ufficializzato l'atto di compra-vendita con il quale loro padre Mihul Măgdiciu ha trattato con il proprietario del terreno chiamato Şandru Onescul. È chiaro che il villaggio Măgdăceşti fu fondato prima dell'anno 1529, in questa data è stato ufficializzato il passaggio di proprietà.
Nel XIX secolo Măgdăceşti è citato in documenti ufficiali durante la riforma agraria di Stolîpin nel 1906-1911. Per aumentare il numero delle famiglie contadine nel villaggio Drăsliceni sono stati assegnati lotti di terreno nella vecchia località Măgdăceşti. Così, dal Drăsliceni circa 100 agricoltori che hanno ricevuto ognuno circa 7 ari di terra sono emigrati con la casa in Măgdăceşti. Nel corso dei secoli la popolazione è aumentata a causa di spostamento dei contadini dei villaggi Ratus e Drăsliceni. All'inizio del XX secolo, la popolazione del villaggio di Măgdăceşti raggiunge i 1 500 abitanti.
La popolazione di Măgdăceşti è aumentata dopo il 1977, quando nel villaggio vicino Drăsliceni si sono verificate delle frane, gran parte delle vittime delle inondazioni hanno ricevuto dei terreni per la costruzione di case in Măgdăceşti. Dopo l'indipendenza della Moldavia nel 1991, il villaggio è parte del comune Drăsliceni, formando poi un comune autonomo nel 1999.

## Strade
Il comune si trova tra le principali autostrade M14 e M2 che collegano la capitale Chișinău con le città del nord. In totale Măgdăcești ha circa 36 km di strada. La via principale è Ștefan cel Mare ed inizia con l'ingresso in comune dall'autostrada M2 e finisce nel cartiere di Fundac.

## Amministrazione

### Gemellaggi
Măgdăcești è gemellata con:
- Mioveni